# Cyphonistes impressicollis
Cyphonistes impressicollis är en skalbaggsart som beskrevs av Leon Fairmaire 1898. Cyphonistes impressicollis ingår i släktet Cyphonistes och familjen Dynastidae. Inga underarter finns listade i Catalogue of Life.